# 칼 푸릴로
칼 앤서니 푸릴로(영어: Carl Anthony Furillo, 1922년 3월 8일~1989년 1월 21일)은 "더 리딩 라이플"(영어: the Reading Rifle), "스쿤즈"(영어: Skoonj)라는 별명으로 알려진 미국의 프로 야구 선수로, 주 포지션은 우익수였다. 프로 경력을 메이저 리그 베이스볼(MLB)의 브루클린/로스앤젤레스 다저스에서만 보낸 원클럽맨이었다.
1947년부터 1959년까지의 기간 동안 소속팀 다저스가 내셔널 리그(NL)의 우승을 7번 차지했을 때의 일원이었다. 다섯 시즌 3할 이상의 타율을 기록했고, 1953년에는 .344의 타율로 타격왕을 차지했는데 1900년 이후 다저스 오른손 타자 중에 가장 높은 타율이었다. 9시즌 연속으로 10개 이상의 어시스트를 기록했고, 리그에서 어시스트 부문 두 차례 1위를 기록하는 등 강하고 정확한 어깨로 정평이 나 있었다. 은퇴 당시 내셔널 리그 역사상 우익수 중에서 다섯 번째로 많은 어시스트(1,408)를 기록했었다.